# Glutamin

Glutamin

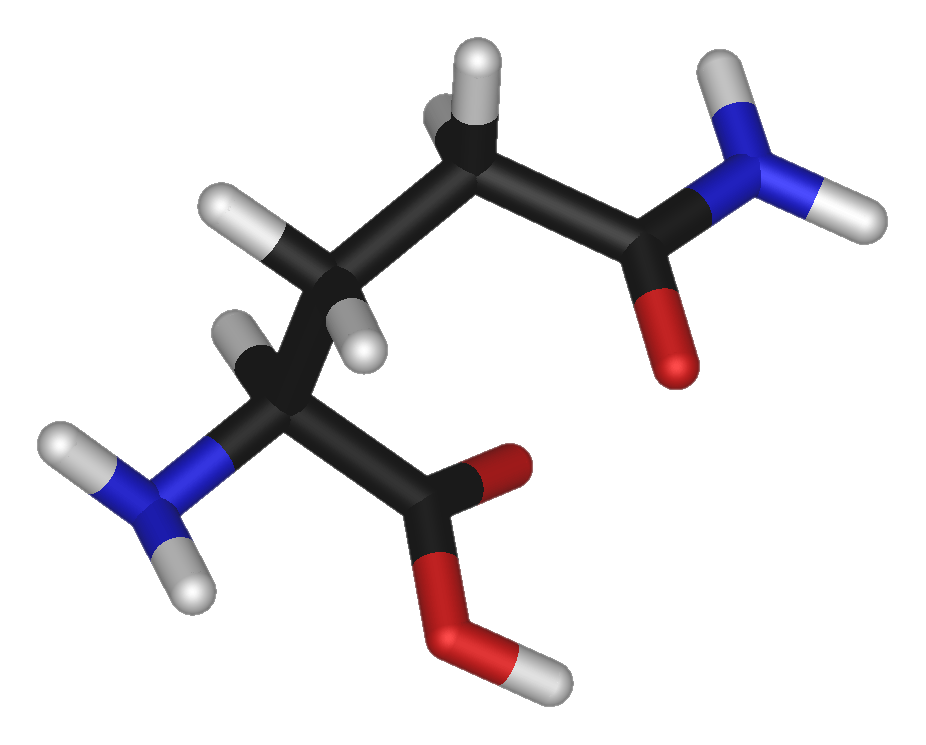
Annan modell av Glutamin.

Glutamin (förkortas Gln eller Q) är en av de 20 aminosyror som är byggstenar i proteiner. Den tillhör gruppen hydrofila, polära aminosyror. Kodon är CAG och CAA.
Glutamin används också vid matsmältningen och kroppens näringsupptag. Brist på glutamin kan orsaka avmagring.[källa behövs]
Glutamin står för över 35% av det kväve som transporteras till musklerna. Forskning har inte kunnat visa en fördel med extra intag av glutamin hos friska individer, vilket annars en del kosttillskottstillverkare påstår. Glutamin är en icke-essentiell aminosyra som kroppen kan syntetisera själv och som därför inte behöver tillföras genom kosten. Endast vid extrem stress överstiger förbrukningen kroppens förmågan att syntetisera glutamin, till exempel vid allvarlig sjukdom (hård träning räknas inte som extrem stress). 